# 山中三郎 (陸軍軍人)
山中 三郎（やまなか さぶろう、生年不明 - 1925年（大正14年）3月18日）は、大日本帝国陸軍軍人。最終階級は陸軍少将。

## 経歴・人物
東京府出身。1902年（明治35年）陸軍士官学校第14期卒業。1911年（明治44年）陸軍大学校第23期卒業。
1921年（大正10年）7月に参謀本部作戦課兵站班長、1922年（大正11年）8月に秩父宮雍仁親王附武官、1923年（大正12年）8月に陸軍歩兵大佐・陸軍士官学校生徒隊長、1924年（大正13年）2月に歩兵第57連隊長を経て、1925年（大正14年）3月18日に任官中に没し、陸軍少将に特進した。